# Phitsanulok
Phitsanulok (en tailandès พิษณุโลก) és una ciutat (thesaban nakhon) a la Tailàndia central, capital de la província Phitsanulok. Un dels monuments més importants és la gegant Phra Bhuddha Chinarat. La ciutat també conté l'únic temple bhikkhuni del país, el Wat Prasri Rattanamahathat (วัดพระศรีรัตนมหาธาตุ).
Phitsanulok també allotja un campus de la Universitat de Naresuan.